# ママコナ属
ママコナ属は被子植物シソ目ハマウツボ科に属する一年草の半寄生植物であり、北半球の温帯地域に25種自生し、そのうち日本には3種自生していることが知られている。葉は対生し、上部の葉にはトゲ状の歯牙がある。花は、穂状花序となるが、葉腋に単生する。苞は、小型で葉に似ている。萼（がく）は、筒状で4片に分かれている。花冠は、長い筒状であり、先は唇のような形状である。上唇は左右に平べったく、下唇は浅く3片に分かれている。蒴果は、ゆがんだ卵形であり、鋭頭である。

## 主な種
- Melampyrum arvense (field cow-wheat) ヨーロッパ
- Melampyrum cristatum (crested cow-wheat) ヨーロッパ
- Melampyrum klebelsbergianum アジア
- Melampyrum koreanum[3] アジア
- Melampyrum macranthum（オオママコナ）
- Melampyrum laxum アジア
  - Melampyrum laxum var. arcuatum（タカネママコナ）
  - Melampyrum laxum var. laxum（シコクママコナ）
  - Melampyrum laxum var. nikkoense（ミヤマママコナ）
  - Melampyrum laxum var. yakusimense（ヤクシマママコナ）
- Melampyrum lineare (narrowleaf cow-wheat) 北アメリカ
- Melampyrum nemorosum (wood cow-wheat) ヨーロッパ
- Melampyrum pratense (common cow-wheat) ヨーロッパ
- Melampyrum roseum アジア
  - Melampyrum roseum var. japonicum （ママコナ）
  - Melampyrum roseum var. roseum （ツシマママコナ）
- Melampyrum setaceum （ホソバマママコナ）
- Melampyrum sylvaticum (small cow-wheat). ヨーロッパ
- Melampyrum yezoense（エゾママコナ）